# Okouzlit, milovat a rychle utíkat
Okouzlit, milovat a rychle utíkat, ve francouzském originále Plaire, aimer et courir vite, je francouzský hraný film z roku 2018, který režíroval Christophe Honoré podle vlastního scénáře. Film popisuje osudy HIV pozitivního muže. Snímek měl světovou premiéru na Mezinárodním filmovém festivalu v Cannes 10. května 2018. V ČR byl uveden v roce 2019 na filmovém festivalu Febiofest pod názvem Okouzlit, milovat a rychle utíkat.

## Děj
Je léto 1993. Jacques je spisovatel žijící v Paříži se svým synem Louisem. Když jede na služební cestu do Rennes, seznámí se zde se studentem Arthurem. Zamilují se do sebe, ovšem Jacquesovi nezbývá už mnoho času, neboť je HIV pozitivní. 

## Obsazení
| Vincent Lacoste      | Arthur     |
| Pierre Deladonchamps | Jacques    |
| Denis Podalydès      | Mathieu    |
| Adèle Wismes         | Nadine     |
| Thomas Gonzales      | Marco      |
| Clément Métayer      | Pierre     |
| Quentin Thébault     | Jean-Marie |
| Rio Vega             | Fabrice    |
| Tristan Farge        | Louis      |
| Sophie Letourneur    | Isabelle   |
| Marlène Saldana      | herečka    |
| Luca Malinowski      | Stéphane   |
| Loïc Mobihan         | lékař      |

## Ocenění
- Filmový festival v Cabourg: cena pro nejlepšího herce (Pierre Deladonchamps, Vincent Lacoste)
- Prix Louis-Delluc
- nominace na cenu César v kategorii nejlepší herec ve vedlejší roli (Denis Podalydès)